# Vedat de la Solana
El Vedat de la Solana és un paratge, antic vedat de caça, del municipi de Castell de Mur, al Pallars Jussà, a l'antic terme de Mur, en terres del poble de Vilamolat de Mur.
Està situat al sud-est de Vilamolat de Mur, al vessant sud-est del Serrat Rodó, al sud-oest del Clot del Ferrer. S'hi forma el barranc de l'Hort Nou.